# Rita Grießhaber
Rita Grießhaber (* 27. Mai 1950 in Bad Dürrheim) ist eine deutsche Politikerin (Bündnis 90/Die Grünen) und ehemalige Abgeordnete des deutschen Bundestages. Von 2003 bis 2012 war sie stellvertretende Laienrichterin am Verfassungsgerichtshof für das Land Baden-Württemberg.

## Leben
Ausbildung
Nach dem Studium der Diplompädagogik an den Universitäten in Tübingen und Berlin machte Grießhaber eine Ausbildung zur Bibliothekarin.
Politikerin von Bündnis 90/Die Grünen
1991 wurde sie Mitglied der Grünen. In den Jahren 1989 bis 1994 war sie Stadträtin in Freiburg. Sie war Mitglied im baden-württembergischen Landesvorstand der Grünen von 1993 bis 1995 und 1999 bis 2003. Von 1994 bis 2002 gehörte sie als Abgeordnete für den Schwarzwald-Baar-Kreis dem Bundestag an. Seit 1998 war sie Mitglied im Auswärtigen Ausschuss und in der Parlamentarischen Versammlung der OSZE. Sie arbeitet schwerpunktmäßig zu den Themen Vereinte Nationen, auswärtige Kulturpolitik und zu Ländern wie USA, Iran und Maghreb.
Mitglied am Verfassungsgerichtshof für das Land Baden-Württemberg
Am 25. Juni 2003 wählte der Landtag von Baden-Württemberg Rita Grießhaber zum Mitglied am Staatsgerichtshof für das Land Baden-Württemberg. Sie wurde mit 86 von 93 Stimmen gewählt und gehörte der Gruppe der Stellvertretenden Mitglieder ohne Befähigung zum Richteramt an. Sie amtierte bis 2012.
Weiteres Engagement
Rita Grießhaber ist Vorstandsmitglied im Sozialdienst katholischer Frauen e. V. (SkF) Freiburg. Für den SkF nimmt sie auch an der Arbeitsgemeinschaft Katholischer Erwachsenenverbände (AKE) der Erzdiözese Freiburg teil.
Privates
Grießhaber ist verheiratet und hat einen Sohn.